# Église Notre-Dame de Davézieux
 (mars 2018).
L'église Notre-Dame de l’Usine est érigée dans la commune de Davézieux, département de l'Ardèche en région Auvergne-Rhône-Alpes. Son architecture de style néogothique est l'œuvre de l’architecte annonéen Prosper Borione (1815 - 1895). L'édifice est situé dans le quartier de Vidalon, hameau de la commune de Davézieux.

## Historique
- 1557 : Début de l’activité papetière à Vidalon.
- 1689 : Achat du moulin à papier par Antoine Chelles, beau-père de Michel et de Raymond Montgolfier.
- 1736 : Construction d’une première chapelle…
- 1789 : Révolution et fermeture officielle au culte. Un service secret est maintenu.
- 1803 : Réouverture au culte.
- Vers 1820 : Construction d’une deuxième chapelle…
- 1875 : Nomination d’un aumônier permanent.
- 1876 - 1877 : Construction de la troisième chapelle, actuelle église (propriété privée).
- 1877 : Inauguration de la chapelle (7 août).
- 1950 - 1975 : Divers travaux intérieurs.
- 1977 : La chapelle devient église paroissiale (propriété diocésaine).
- 1978 : Festivités du centenaire de l’église avec bénédiction d’une deuxième cloche (1er avril).
- 1980 : Classement de la partie instrumentale de l’orgue au titre objet (18 juillet)[2].
- 1985 : La paroisse de Vidalon rejoint celles d’Annonay, nomination d’un curé « In Solidum » membre de l’Equipe d’Animation Pastorale d’Annonay. Divers travaux d'entretien sur le clocher.
- 1992 : L’église devient propriété de la commune de Davézieux. Poursuite des travaux d'entretien dans les années qui suivent.
- 2003 : Création de la paroisse « Saint-Christophe lès Annonay », par fusion des paroisses catholiques existantes (1er janvier)[3].
- 2012 : Inscription des "Papeteries Montgolfier - Canson" parmi les monuments historiques. L’église l’est en totalité (20 juillet)[1].
- 2013 - 2014 : Projet d'association œcuménique à l'échelle du bassin d'Annonay rassemblant « Les amis des orgues de Notre-Dame, du temple protestant d'Annonay et de la chapelle de Vidalon »  et visite du président de l'association « Orgue en France »,
- 2021 : 
  - Création de la paroisse « Bienheureux Gabriel Longueville » du Bassin d'Annonay par fusion des paroisses « Sainte-Claire » d’Annonay, de Roiffieux et de La Vocance et « Saint-Christophe lès Annonay » (1er mai) [4]
  - Restauration de la toiture et du clocher[5].

## Description générale

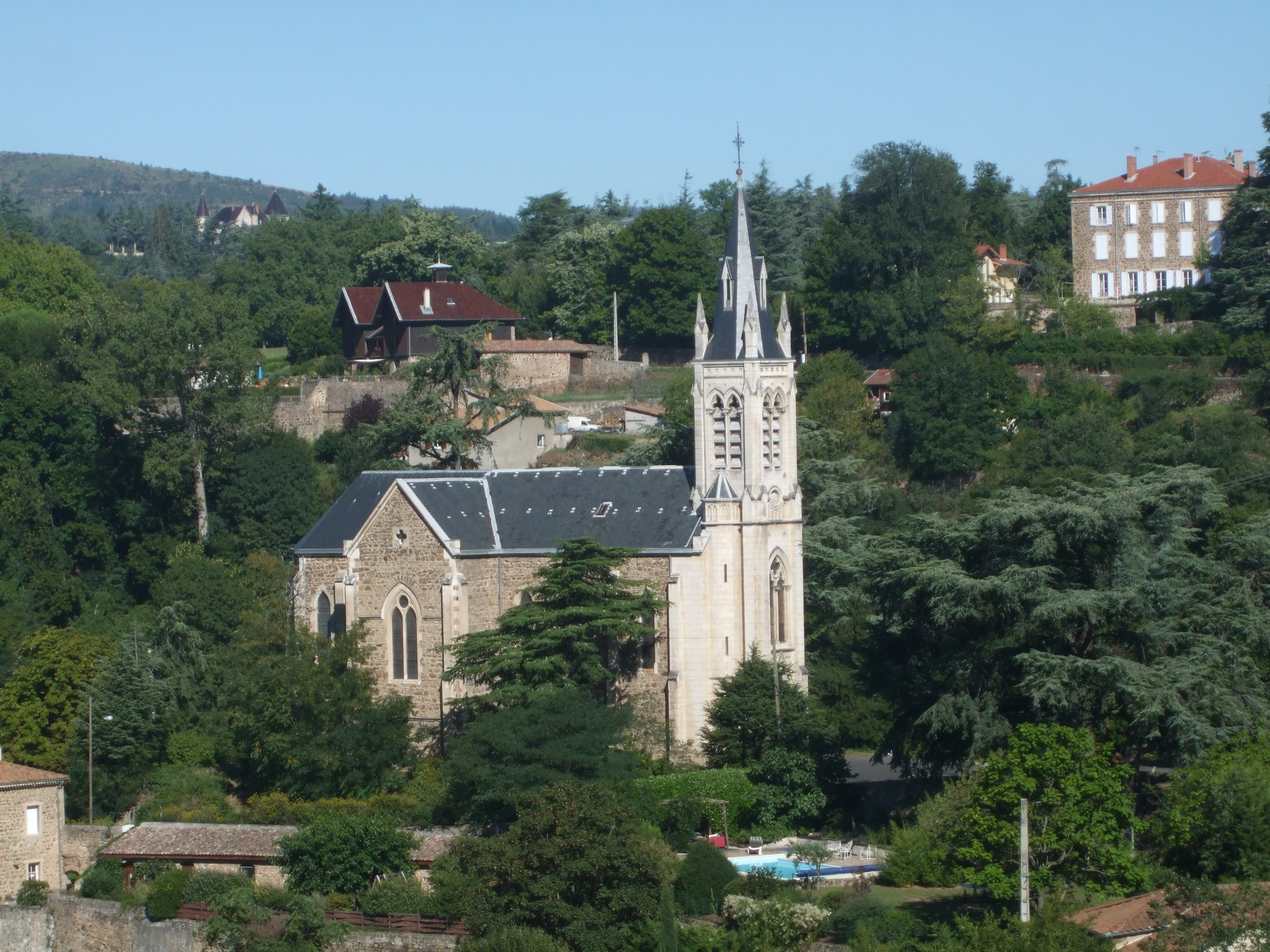
Église de Vidalon (Davézieux)

Composée d’un clocher sur la façade principale surmontant le portail d’entrée, l’église est à une seule nef voûtée en croisées d’ogive. Son plan est celui d’une croix latine. La voûte a son point le plus haut à 12,50 m. Le clocher mesure 32 m de haut. Cette église a été décorée par les responsables et les ouvriers des papeteries Canson & Montgolfier.

## Vocable
« Notre-Dame de l’Usine » a été choisie comme vocable en raison de sa situation. Elle était à l’origine la chapelle des papeteries Canson & Montgolfier.

## Visite de l'édifice

### Le sanctuaire
Plusieurs éléments aux fonctions liturgiques précises : 
- le siège de présidence.
- la Croix du Christ, placée ici au-dessus du tabernacle, cet élément date de la deuxième moitié du xxe siècle.
- l’ambon réalisé par les employés de la papeterie.
- l’autel.  A Vidalon la table de l’ancien maître-autel a été séparée de son retable afin de pouvoir dire la messe « face au peuple ». Cela a permis de conserver le cachet originel de l’église.
- le tabernacle se trouvant dans le retable de l’ancien maître-autel.

### Vitraux
Les vitraux représentent les patrons des membres de la famille de Laurent de Montgolfier (1816 - 1883), commanditaire de l’église. Ils portent la signature du vitrailliste grand-lyonnais Jean-Baptiste Barrelon (1818 - 1885).
Dans la nef nous trouvons : 
- Saint Laurent, patron de Laurent de Montgolfier, commanditaire de la chapelle ;
- Saint Raymond Nonnat, patron de Raymond Montgolfier (1673 - 1743), ancêtre du commanditaire ;
- Sainte Blanche, patronne de Blanche de Montgolfier épouse Mignot (1857 - 1916), fille du commanditaire ;
- Sainte Anne, patronne d’Anne Duret épouse de Montgolfier (1701 - 1760), arrière-grand-mère du commanditaire ;
- Saint Augustin, patron d’Augustin Seguin, beau-frère du commanditaire ;
- Saint François d’Assise.

Les fenêtres géminées du transept sont décorées par des verrières représentant :
- Sainte Hélène, patronne d’Hélène Seguin (1821 - 1866) épouse de Laurent de Montgolfier, qui a souhaité la construction la chapelle ;
- Sainte Berthe associée à Sainte Emilie, pour Berthe (1842 - 1862) et Emilie de Montgolfier épouse Rostaing (1845 - 1876), filles du commanditaire ;
- Saint Pierre, patron de Pierre de Montgolfier (1700 - 1793), arrière-grand-père du commanditaire ;
- Saint Paul, patron de Pauline Duret épouse de Montgolfier (1793 - 1851), mère du commanditaire.

Les vitraux de l’abside, très lumineux au soleil couchant, représentent au centre : Notre-Dame du Sacré-Cœur, c'est-à-dire une Vierge à l'Enfant, l'Enfant présentant son cœur. À gauche nous trouvons : Saint Marc (patron de Marc Seguin, beau-père du commanditaire) et à droite Saint Etienne, patron d’Etienne de Montgolfier, inventeur du ballon à air chaud avec son frère Joseph, grands-oncles du commanditaire et d’Etienne Seguin (beau-frère du commanditaire).

### Sculptures

#### Clés de voute
Les clés de voûte sont ornées par les armes des propriétaires initiaux et des prélats venus inaugurer la chapelle en 1877. Nous trouvons les armes des familles :
- de Canson,
- de Montgolfier avec la devise « Sic itur ad astra, Ainsi on va vers les astres »,
- Rostaing,
- Roux,
- Seguin.

La clef de voûte surplombant la croisée du transept est décorée par les armes de la papeterie avec la devise « Ite per orbem, Allez par le monde », celle surplombant le chœur est aux armes de Mgr Ferdinand-François-Auguste Donnet, cardinal - archevêque de Bordeaux et originaire de Bourg-Argental (Loire). Celle de la voûte de l’abside représente les armes de Mgr Joseph-Michel-Frédéric Bonnet, évêque de Viviers.

#### Statues
Plusieurs statues décorent l'église :
- Saint Jean-Marie Vianney datant de la première moitié du XXe siècle,
- Saint Jean-François Régis,
- Sainte Thérèse de l’Enfant-Jésus datant de la première moitié du XXe siècle,
- Saint Antoine de Padoue datant de la fin du XXe siècle,

- Sainte Jeanne d’Arc datant de la première moitié du XXe siècle.

À elles s’ajoutent deux statues polychromes (deuxième moitié du XIXe siècle) :
- Saint Joseph,
- Notre Dame de l’Usine, patronne de l’église.

#### Bas-reliefs
Les trois autels sont l’œuvre du valentinois Jullian. Nous trouvons comme bas-reliefs :
- Un ange offre un calice à Jésus-Christ et de deux gerbes de blé sur l’autel majeur.
- Le mariage de Marie et Joseph dans la chapelle de saint Joseph.
- La Nativité de la Sainte-Vierge  dans la chapelle mariale.

#### Chemin de croix
Le Chemin de Croix date du XIXe siècle.

### Tableaux et bannières
L’édifice est également décorée par un tableau : L’Assomption de Marie et une bannière reproduisant un extrait du message des apparitions de Lourdes (1858) : « Je suis l’Immaculée-Conception ». Les deux datent de la fin du XIXe siècle.

### Orgues
L’instrument, signé Callinet, a été placé ici en 1880. Il s’agit de l’orgue de la collégiale Notre Dame de l’Assomption d’Annonay. Il avait été placé dans cette église en 1818 et remplacé par l’orgue Cavaillé-Coll qui sert actuellement dans l’église ouverte au culte en 1912. Voué à la ferraille cet orgue a trouvé une autre vie ici. Des éléments pourraient dater en partie du XVIe siècle. Il a fait l’objet d’une restauration en 1971-1972 et d’un classement comme Monument historique au titre d'objet en 1980 ,.

### Cloches
Le clocher abrite deux cloches : 
- Madeleine Jeanne, fondue en 1818 et placée dans le clocher en 1877, porte en inscription : « Fideles voco - Motures ploro - Fulgura pello - Alexis Franciscus II de Gauteron donavit - Magdalena Joanna de Langon uxor ejus nominavit - anno 1818., J’appelle les fidèles - Je pleure les morts - Je repousse la foudre - Alexis François II de Gauteron m’a donnée - Madeleine Jeanne de Langon, son épouse, m’a donné mon nom – année 1818.  »
- Marie Nativité est bénite le 1er avril 1978. Elle commémore le centenaire de la chapelle, le passage du statut de chapelle domestique à celui d’église paroissiale et les quarante années de sacerdoce de son desservant. Ses parrains et marraines ont été les confirmands de 1977.

## Chronologie des aumôniers et des curés

### 1875 – 1977
Un aumônier, salarié de la papeterie, assure une présence dans le quartier en desservant la chapelle. L’église de la paroisse est celle de Davézieux.

### 1977 – 1985
Un curé  a la charge de la paroisse dont le territoire correspond au quartier de Vidalon élargi (il s’étend sur une partie des territoires communaux d’Annonay et de Davézieux).

### 1985 – 2003
Une équipe presbytérale dont les membres sont « curés in solidum » (responsables solidairement) a la charge de l’ensemble des paroisses catholiques d’Annonay, de Roiffieux et de Vidalon.

### 2003 – 2021
Avec la création de la paroisse Saint-Christophe dont le territoire comprend la banlieue d'Annonay, à l'exception de Roiffieux et de la vallée de La Vocance, une Équipe d’Animation Pastorale (E.A.P.) composée de laïcs en mission et de prêtres nommés « curés in solidum » a la charge de la paroisse nouvelle.

### Depuis 2021
Avec la création de la paroisse « Bienheureux Gabriel Longueville » dont le territoire correspond au bassin de vie d'Annonay, une Équipe d’Animation Pastorale (E.A.P.) présidée par un prêtre nommé « curé » à la charge de la paroisse nouvelle.